# Anomala albopilosa
Anomala albopilosa es una especie de escarabajo del género Anomala, familia Scarabaeidae. Fue descrita científicamente por Hope en 1839.
Esta especie se encuentra en el continente asiático, en Japón, Corea y Taiwán. 